# Pattern 1853 Enfield
Az 1853 mintájú Enfield .577 kaliberes, elöltöltős, huzagolt csövű gyalogsági puska volt, melyet a Royal Small Arms Factory gyártott és elsősorban a Brit Birodalom használt 1853–1867 között. A fegyverhez használt lőszer és annak előkészítési módja robbantotta ki az 1857-es indiai szipojlázadást is. A típust 1867-ben a hátultöltős Snider-Enfield hadipuska váltotta a brit hadseregben.
A fő változat hosszú csöve mellett elkészítették karabélyhosszúságra rövidített változatát is a különleges alakulatok, mint például a haditengerészet, tengerészgyalogság, igényeihez alkalmazkodva.

## A terminológus
A huzagolt csövű puska, vagy muskéta (angol megnevezéssel rifled musket) kifejezést elsőként azokra a sima csőbelsővel készült fegyverekre alkalmazták, melyeket utólag huzagolással láttak el. A cső hossza nem csökkent, így a katonák továbbra is  tudtak többsoros alakzatban sortüzeket leadni; a második sor fegyverének csőtorkolatánál kilépő energia és füst az első sor katonáinak arca elé távozott a hosszú csőnek köszönhetően. A puskának ahhoz is elég hosszúnak kellett lenni, hogy szuronnyal felszerelve hatásosan lehessen használni a lovassággal szemben. A később már eleve huzagolt csővel készülő egylövetű, elöltöltős, csappantyús elsütőmechanizmussal ellátott puskákat is mind a huzagolt csövű fegyverek kategóriájában tartották nyilván.

## Kifejlesztésének története
Az 1853-as mintájú Enfield puskát, melyet P53-nak is neveztek a Royal Small Arms Factory enfieldi gyárában fejlesztették ki az 1850-es évek folyamán. Az elbírálásra benyújtott minták közül a gyár Lowell nevű főellenőre készítette fegyver tervét fogadták el. A P53 elődjénél, a 0,702 hüvelykes P51-nél kisebb űrmérettel készült, mert a Krími háborúban kiderült, hogy a P51 ugyan felülmúlja az ellenség simacsövű perkussziós fegyvereit, de túl nehéz. A katonák a nehéz fegyver mellett a nagy kaliberű, nehéz lőszerből nem voltak képesek elégnek tartott mennyiséget hordani magukkal az ütközetek megvívásához. Az űrméret csökkentését leginkább az agg Arthur Wellesley, Wellington hercege ellenezte, aki ragaszkodott a napóleoni háborúkban bevált Brown Bess puskák nagy űrmérethez. Wellesley azonban 1852-ben meghalt és utóda, Sir Henry Harding fegyverzet-felügyelő szabad utat adott az új koncepciónak. A kalibert 0,702 hüvelykről 0,577-re csökkentették. A 99 cm hosszú csőben három, 1:78 hüvelyk arányú emelkedésű huzag futott, eredetileg hagyományos, majd a később készített puskákban progresszív huzagmélységgel. Az agyat három fémlap rögzítette, emiatt „háromlapos”-nak is emlegették a fegyvert.

## A Pritchett lövedék
A P51 töltése a harctéri körülmények között nehézkesnek bizonyult, főleg, mivel a lövedék mindössze egy ezredhüvelykkel volt kisebb, mint a cső belső átmérője. Az indiai brit katonák időnként kővel kellett üssék a puskavesszőt, hogy a szorulásra hajlamos lőszert a helyére juttassák, ha a cső harc közben elkoszolódott, vagy a lövedékre tekert papírfojtás nem volt szorosan feltekerve, mikor benyomták a csőbe. Ezeket a gyengeségeket tehát az új fegyvernél ki akarták küszöbölni és a feszítőékes szoknyájú P51 lövedéket egy gyártástechnikailag egyszerűbb megoldásúval akarták felváltani.

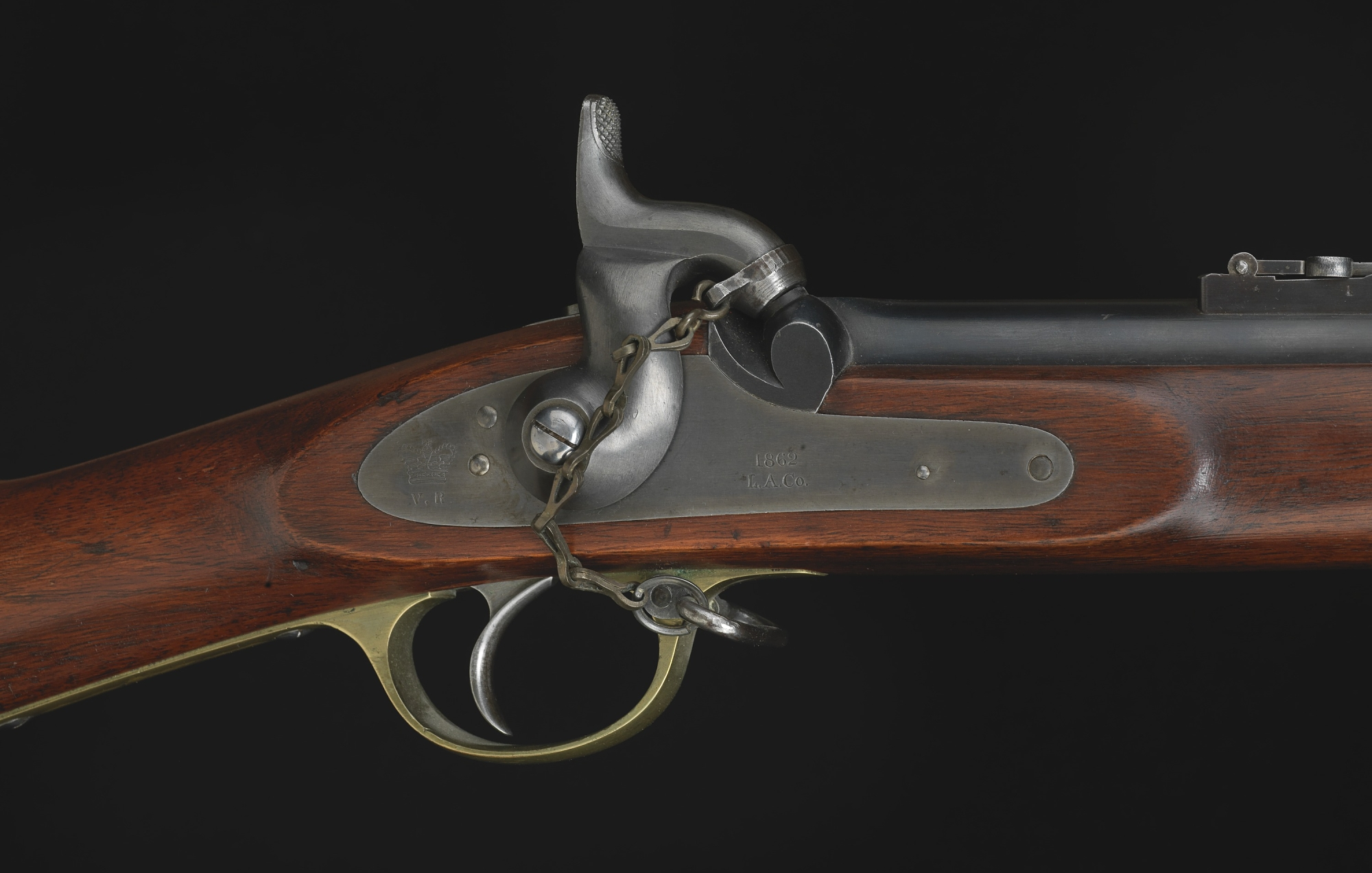
1853-as mintájú Enfield zárszerkezete.

Az új lőszert Robert Taylor Pritchett tervezte. Pritchett munkatársával, William Ellis Metforddal dolgozott a kiskaliberű Enfield puska töltényén. Valószínűleg közösen fejlesztették azt a Minié-elven működő lövedéket, melynek a P51 lövedékével szemben nem volt szüksége feszítőékre a szoknyatágulás eléréséhez, mely a lőporrobbanásból származó kirepítőerőt volt hivatva maximalizálni. Pritchett 1852 decemberében mutatta be a Small Arms Committee vizsgáján, ahol kb. 700 méter távolságig vizsgálták a fegyverek szórásképét. Pritchett lövedéke teljesített legjobban az új, 0,577 hüvelykes fegyverekből kilőve. Az új lövedék átmérője 0,568”, tömege pedig 520 grain volt, és a korábbi töltési eljárásnak megfelelően papírfojtással együtt kellett a csőbe tölteni. Sima felülete megkönnyítette a préseléses gyártást. A tölténynek a puskapor erejének minél jobb kihasználása érdekében ezredhüvelyk pontossággal meg kellett egyeznie átmérőjében a cső oromzatok közt mért kaliberével. A kenőanyagot hat rész marhafaggyúhoz egy rész méhviaszt keverve keményebbre változtatták, mint korábban .
A lőszert 70 grain, vagyis 4,5 gramm fekete lőpor repítette ki. A fegyver általában a Pritchett-, vagy Burton-Minié lövedék 530 grainos, Boxer-féle módosítású verzióját használta, mely 259 – 274 m/s sebességgel hagyta el a csőtorkolatot. A Pritchett által tervezett eredeti lőszert Boxer ezredes terve nyomán módosították, mert a 0,568 hüvelykes átmérőjével hajlamos volt szorulni és emiatt az indiai bevetések alkalmával a fegyver kivívta a brit katonák ellenszenvét. Boxer 0.55-re csökkentette a lövedék átmérőjét és az addigi méhviasz-faggyúkeverék bevonatot tisztán méhviaszra cserélte. Agyagdugasszal növelte a kizárólag a lőszerben található lőpor erejét, melyet a korábbi modell esetében az csökkentett, hogy a lőpor a lövedék mentén hajlamos volt elégetlenül eltávozni a csőben. A Metford-Pritchett Minié típusú lőszerrel 16 000 lövést tudtak leadni a teszteken anélkül, hogy a P53-at tisztítani kellett volna, vagyis rendkívül megbízhatóvá vált.

## Fegyverváltozatok
A fegyvernek készült rövidebb csövű, karabélyváltozata is, mert a haditengerészet, a tengerészgyalogság nem igényeltek hosszú puskacsöveket. Eleinte 33 hüvelyk hosszúságúra rövidítették az ágyazást és csövet, később emellett a huzagoláson is javítottak. A Pattern 1858 tengerészeti puskák már három helyett öt huzaggal készültek, melyek emelkedése 1:48 hüvelyes volt, és a mélységüket progresszívre változtatták. A tüzérség számára készült 24 hüvelykes csövű, Pattern 1861 „Enfield Musketoon” névre hallgató verzió ugyanilyen huzagolással készült. 
Az 1857-es szipojlázadás után a brit hadvezetés elhatározta, hogy az indiai katonák fegyvereiből a huzagolást kimaratják és ismét gömbölyű lőszert lövő simacsövű fegyverré alakítják a P53-asokat, melyekbe nem kell a lázadást kirobbantó zsírozás, csak fojtás szükséges. A fegyver ezáltal sokat veszített a hatásosságából és pontosságából, és eltűnt róla a tushoz közeli állítható célzószerkezet, melyet fixált célzószerkezet váltott fel. A módosítások utáni fegyvert immár Pattern 1858-nak hívták. A P58 csöve a maratás miatt megvékonyodott, s emiatt gyakorivá váltak a meghajlásos, illetve a kilyukadásos anyagproblémák. Emellett bajonett feltűzése után a fegyvercső lövés közben intenzíven vibrált és a belsejében végbemenő puskaporrobbanás következtében vibrált és mozgást végzett a nyugalmi helyzetéhez képest. Ennek kiküszöbölésére Angliából sürgősen 12 000 új, vastagabb csövű fegyvert rendeltek; ez lett a Pattern 1859, melynek jó, vagy nagyon jó állapotú eredeti darabjaiért a gyűjtők nagy összegeket fizetnek.

## Szerepe a világ konfliktusaiban

### A krími háborúban
Az Oroszország és Törökország között kitörő háború hajnalán az Egyesült Királyság előtt világossá vált, hogy saját bekapcsolódása csak idő kérdése. A brit hadsereget éppen sima csövű hadipuskákról vont csövűre fegyverezték át. Míg a Krímbe küldött gyalogság négy hadosztályából hármat a P51-essel szereltek fel, a birodalom többi részének ezredei még mindig csak 1842-es mintájú simacsövű muskétákkal rendelkeztek. 1853 végére a P53-as megkapta a hadügyminisztérium jóváhagyását és elkezdték a gyártását. A P53 első darabjaival 1855 februárjában debütált a krími hadszíntéren és bőséges harci alkalmazást nyert. A huzagolt cső általi lőtávnövekedés meggyőzte a kételkedőket, hogy ez az elképzelés helyes, de voltak bőven kellemetlen tapasztalatok is, mert a P51 konstrukciós hibáit sok területen nem sikerült túlszárnyalni. A töltény továbbra is hajlamos volt a szorulásra, ha a cső elkoszolódott, a lövedék szoknyarésze könnyen megsérült, mielőtt még alkalmazásba került volna, időnként szétesett betöltés közben, a kenőanyag pedig meleg éghajlati viszonyok között leolvadt a papírborítás belső részéről, ami ismét szoruláshoz vezetett. 1854-ben a Hythe-i lövésziskolában hosszú kísérletsorozat kezdődött a hiányosságok kiküszöbölése érdekében. Visszatértek a P51 után elvetett feszítőkupak alkalmazásához, áttervezték a szoknya alakját és a papírhüvely használati módját. Egyik sem segített értékelhető módon azon, hogy a lövések után elkoszolódott puskacsőben különösen a forró éghajlaton leolvadó zsírozás esetén a töltény szorult és a puska jó eséllyel tölthetetlenné vált.

### Az 1857-es szipojlázadásban

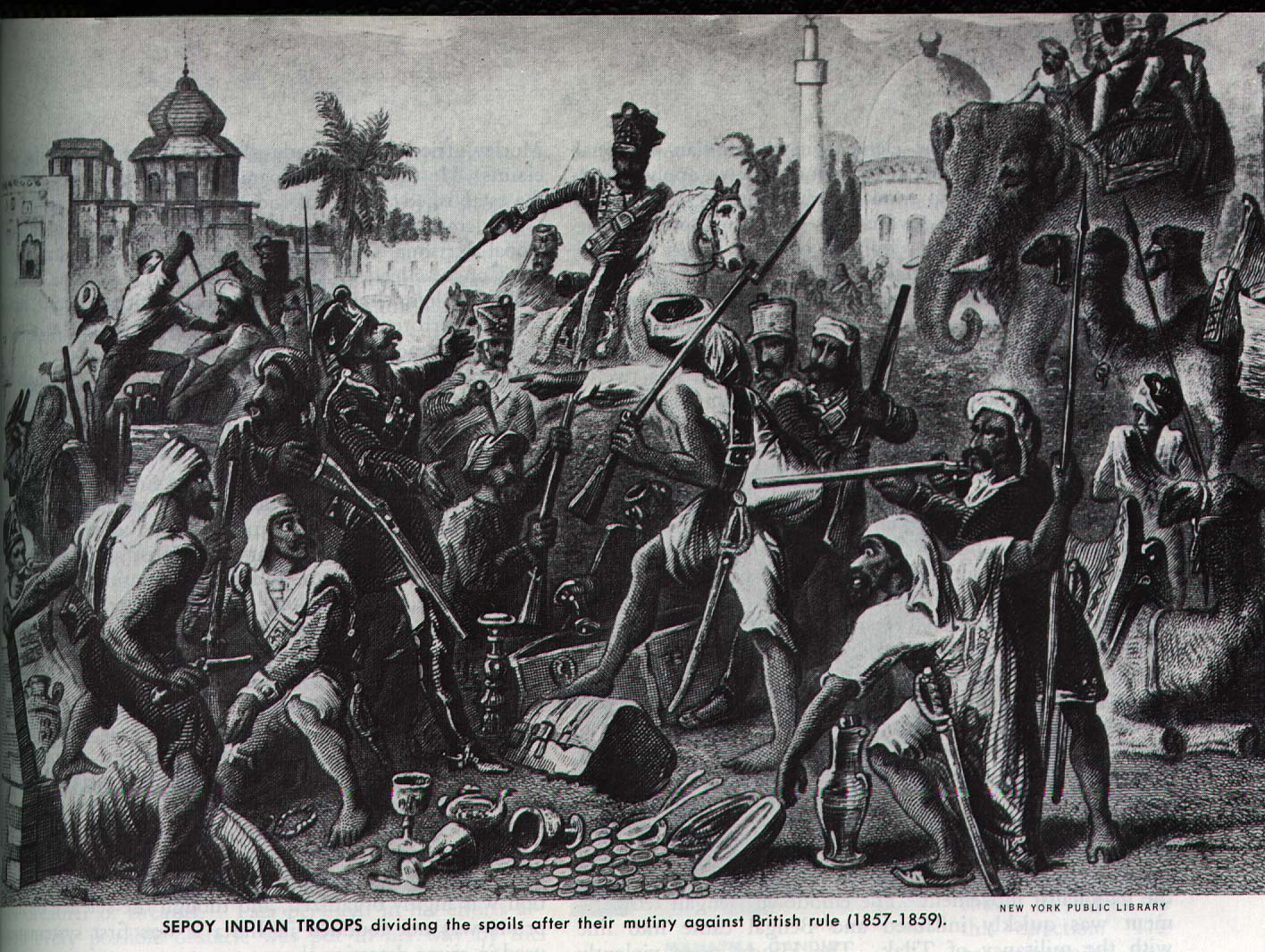
A Indiai szipoj katonák a zsákmányon osztoznak a lázadás után c. véset, melyet P53-asok láthatók.

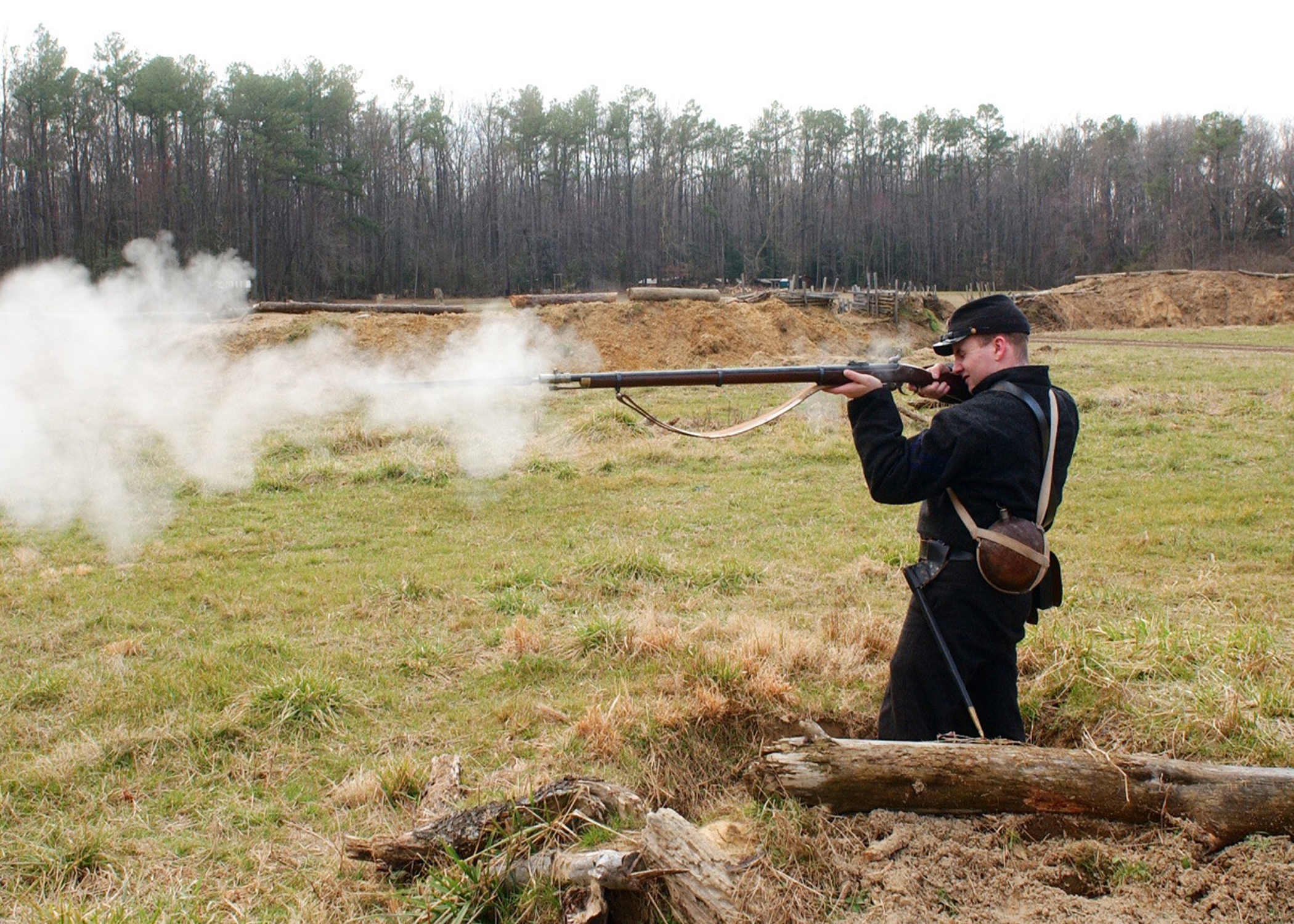
Egy Michael Darcy-féle 1858-as mintájú Enfield huzagolt hadipuskát használó polgárháborús hagyományőrző.

A brit birodalom indiai katonáit 1856-ban szerelték fel a P53-mal. Mivel a zsírozás a melegben leolvadt a papírhüvely belső oldaláról és emiatt a töltény kenőanyag nélkül maradt, 1856-ban utasításba adták, hogy a szipoj katonáknak nyállal kell megnedvesíteni betöltés előtt a papírhüvely lövedék felőli – eredetileg kenőanyaggal ellátott – részét. A katonának először le kellett harapnia a lőporos zacskó tetejét, betöltenie a lőport a csőbe, a gyakran szoruló és emiatt intenzíven zsírozott töltényt a töltőrúddal betuszkolnia a csőbe. A fegyverhasználati kézikönyv azt ajánlotta, hogy „amennyiben a lövedék körül a zsírozás lekopik, vagy más módon eltávolítódik a töltényről, a lövedéket szájjal kell benedvesíteni a csőbe juttatás előtt; a nyál fogja a zsírozás szerepét ellátni ebben az esetben.” A Brit Kelet-indiai Társaság szipoj katonái között elterjedt, hogy a puskaport tartalmazó papírzacskóhoz és a töltény zsírozásához marhafaggyút, disznózsírt és egyéb adalékok keverékék használták fel.
Bármely disznózsírral vagy marhafaggyúval szennyezett anyagnak a szájbavétele teljesen elfogadhatatlan volt a hindu és muszlim hitű katonák számára, és mikor ez ellen tiltakoztak, azt a választ kapták, hogy ez esetben készítsenek maguk számára olyan töltényeket, melyeket a hitük szerint engedélyezett zsírozóanyaggal vonnak be, mint például ghivel vagy növényi olajjal. Ez azonban csak azt támasztotta alá a szipojok szemében, hogy a hírnek megfelelően valóban disznó- és marhaszármazékot tartalmaznak a töltények. Azt a kezdeményezésüket, hogy kezükkel szakíthassák fel a zacskókat a csőbe ürítés előtt, alkalmazhatatlanságra való hivatkozással visszautasították. Sok szipojnak mindennapos volt a lőkiképzés és a sztenderd leharapás megváltoztatása brit hadsereg szerint zavart okozhatott volna. Az Enfield hadipuska ilymódon jelentős szerepet játszott az 1857-ben kirobbant szipojlázadásban. A lázadás után a leharapás helyetti letépést beiktatták a kézikönyvekbe: "Fogd meg a zacskó tetejét a bal kezed hüvelyk- és mutatóujjával, és a kart szorosan a test mellett tartva óvatosan tépd le a végét a por kiöntését elkerülve."
A leolvadás megelőzése és további szipojlázadások elkerülése érdekében keményebb öt rész viaszból és egy rész faggyúból készült eleggyel váltották fel a zsírozást. Ám ekkor a puska hideg éghajlat alatt kezdett szorulni, ráadásul felismerték, hogy a faggyú hosszú tárolás esetén eloxidálja a lövedék felszínét. Ezzel párhuzamosan a huzagolást progresszív mélységűre változtatták, melynek következtében 1858-tól a barázdák mélyebbek voltak a csőfarnál és folyamatosan sekélyedtek a torkolat felé. A csőfarban több hely maradt a szennyeződés számára, s ettől a szorulás kiküszöbölését várták, de mindhiába. A megoldás Edward Mounier Boxer századostól érkezett, aki javaslatot tett a lövedék átmérőjének 0,55 hüvelykre való csökkentésére, és változtatott a lövedékkúp és a szoknya alakján. A várakozással ellentétben a változtatás teljes sikert hozott. A puska ugyanolyan pontos maradt, mint korábban volt és a töltény immár semmilyen éghajlat alatt nem szorult. Az új lövedéket 1859-ben rendszeresítették.

### Az Új-Zélandi bennszülött háborúkban
A P53 huzagolt hadipuskát Új-Zélandon a brit hadsereg ezredei, a gyarmati milícia, az önkéntes egységek és később az Új-Zélandi Fegyverfőhatóság is használta. Az új-zélandi bennszülött háború 1845-től 1872-ig dúlt, s ennek második felében a P53 is bevetésre került. Az első darabjait Új-Zélandon az 58. és a 65. ezred katonái kapták 1858-ban. A P53 hosszúsága és súlya miatt nem vált be a sűrű bozótossal benőtt hegyek között. A Forest Rangers speciális alakulat harcolt a bennszülött felkelők ellen, de első, a Hunua hegyek ormaira vezetett expedíciójuk után a legtöbb P53-asukat raktárba tették és rövidebb, könnyebb fegyverekre cserélték, mint például a Calisher and Terry hátultöltős karabély, a .36-os kaliberű Colt 1851 Navy Revolver és a .44-es kaliberű Beaumont–Adams revolver. A különleges egység csak egy maroknyi P53-as tartott meg nagy távolságban levő célpontok leküzdésére. A brit hadsereg reguláris ezredei viszont továbbra is használták a P53-ast a nyíltabb, harasztokkal és fűvel benőtt új-zélandi pusztákon a Waikato régió környékén.
A maorik szintén hozzájutottak pár Enfield huzagolt hadipuskához az idők folyamán, melyeket vagy a britek maguk adtak el a velük barátságosan viselkedő törzseknek, vagy más, kevésbé diszkriminatív kereskedelmi politikát folytató európai kereskedőktől vásárolták meg a puskaporral és ólommal együtt. A Snider-Enfield megjelenése után a Fegyverfőhatóság legtöbb P53-as hadipuskáját magánszemélyeknek adták el sportlövészeti, vagy vadászati célokra, melynek keretében a fegyver a 19. század végéig népszerű maradt, jóval a fémtáras puskák hadrendbe állítása utáni időkben is.

### Az amerikai polgárháborúban

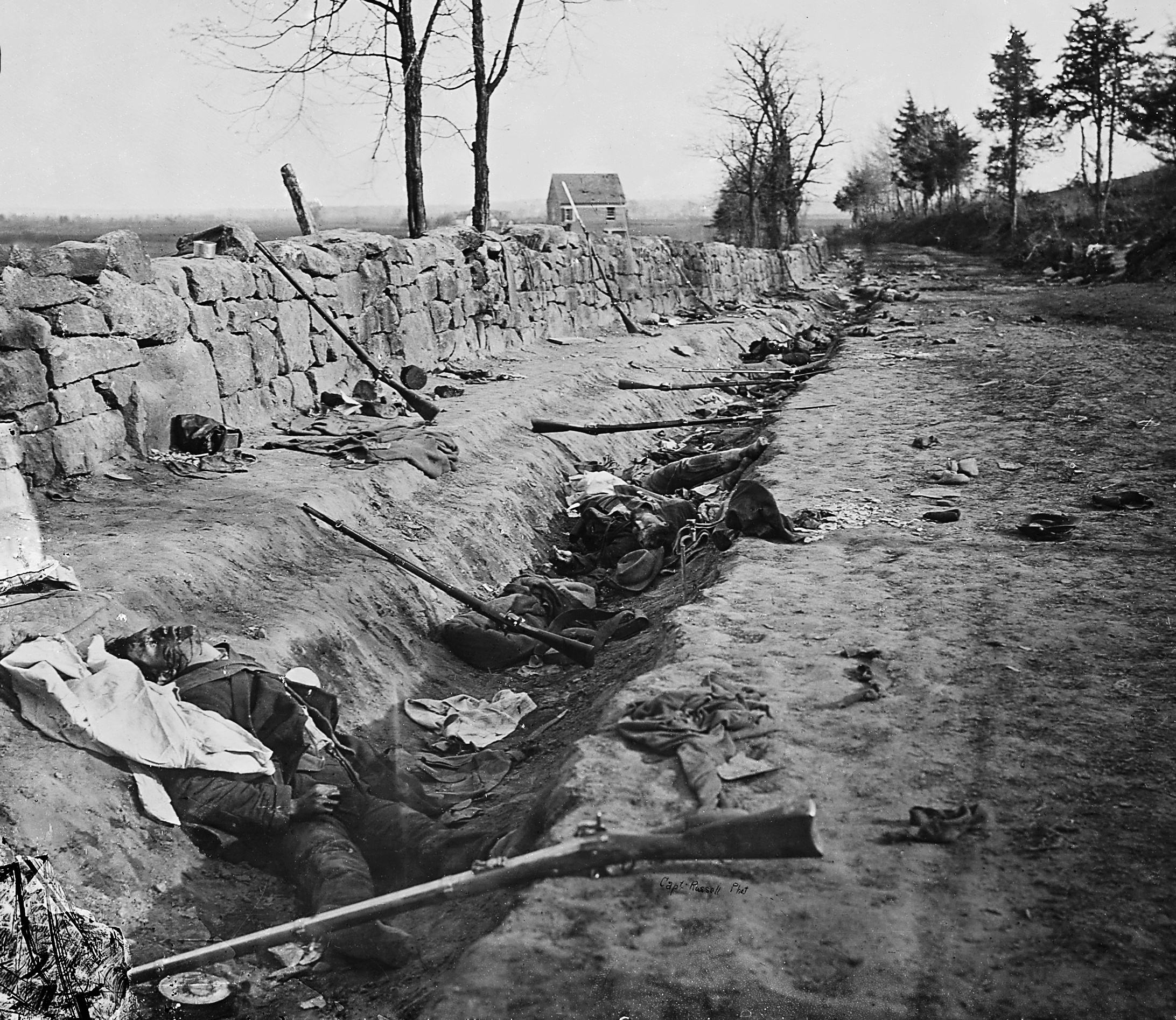
1863. május 3-án elesett konföderációs katonák a második fredericksburgi csata lövészárkában. Az elszórt fegyverek között nagy számú P53-as Enfield hadipuska látható.

A P53 tökéletesítése nem sokkal előzte meg az Amerikai polgárháború 1861-es kitörését. A konfliktus folyamán mindkét fél számos P53-ast importált az Egyesült Királyságból és a harctéren a második leggyakoribb fegyverré vált, melyet csak a Springfield Model 1861 huzagolt hadipuska szárnyalt túl. A Konföderáció blokádtörő gőzhajói az északi flotta üldöző egységei elől menekülve több P53-ast hoztak be, mint bármely másfajta kézifegyvert. Számítások szerint több mint 900 000 darab került az Amerikai Egyesült Államokba a háború folyamán. A fegyvert lényegében minden jelentősebb ütközetben használták a Shiloh-i csatától a Vicksburgi hadjáraton keresztül a Vadon csatáig. Az amerikai csatatereken modernnek számító huzagolt hadipuska igen keresett volt a konfliktus kezdeti szakaszában, különösen a déli oldalon, mely brit felmérés szerint kb. 70%-ban az eggyel megelőző fegyvergeneráció sima csövű, huzagolatlan puskáival volt felszerelve, mint például a Model 1842 Springfield. Később a meglendülő konföderációs fegyvergyártásnak, de még inkább a brit importnak köszönhetően ez az arány megfordult és kb. a katonák 75%-a huzagolt puskával harcolt, köztük rengetegen a P53-mal.[forrás?]
A háború végét követően a konföderációs fegyvereket, így a P53-asokat is a piacon értékesítették. Egyik vevőjük a Tokugava sógunátus volt, illetve némely prominens körzetek, mint az Aizu és a Szacuma (ma Fukusima és Kagosima prefektúra része). Ezeket a fegyvereket az 1868-ban meginduló Bosin-háborúban használták legközelebb, melynek egyik fontosabb ütközetét Aizu birtoklásáért vívták. A Bosin-háborút követő nemesi felkelések sorozatában, melyek közül a szacumai felkelés 1877-ben tört ki, szintén szerephez jutottak a P53-asok.

## Modernkori replikák
Az Enfield 1853 huzagolt hadipuskát a feketelőport használó modernkori sportlövészek és vadászok, amerikai polgárháborús hagyományőrzők és a brit fegyverrajongók is egyaránt sokra tartják és minősége, pontossága, megbízhatóság folytán keresett fegyver. Az olasz Davide Pedersoli & C. és az Armi Sport de Chiappa fegyvergyárak gyártanak P53-as replikákat melyek a civil fegyverpiacok kaphatóak. A Davide Pedersoli replikákat az amarillói székhelyű Italian Firearms Group importálja Texasban.
A brit Parker Hale cég szintén készített P53-as replikákat és P61-es Enfield karabélyokat az 1970-es években. Ezek az eredeti terveknek megfelelően készültek, de az amerikai hagyományőrzők számára nem túl hasznosak, mert a négyes számú modell alapján gyártott, Baddeley csőpántokkal készült modellek túl későn érték el az USA-ba és nem kerültek bevetésre a hadszíntéren. Erre a célra a hárompántos kettes és hármas számú modellek felelnek meg a történelmi hűség megőrzése mellett.

## Fordítás
- Ez a szócikk részben vagy egészben  a   Pattern 1853 Enfield című angol Wikipédia-szócikk ezen változatának fordításán alapul.  Az eredeti cikk szerkesztőit annak laptörténete sorolja fel. Ez a jelzés csupán a megfogalmazás eredetét és a szerzői jogokat jelzi, nem szolgál a cikkben szereplő információk forrásmegjelöléseként.